# Жилой дом по Первомайской улице, 6
Жилой дом по Первомайской улице, 6 — жилое здание с коммерческими помещениями в Выборге. Занимающий угловой участок на пересечении Первомайской улицы и улицы Володарского многоквартирный дом в стиле северный модерн включён в перечень памятников архитектуры.

## История
Согласно генеральному плану плану Выборга 1861 года, разработанному выборгским губернским землемером Б. О. Нюмальмом, город опоясывала цепь бульваров — променад, включавший современные парк имени Ленина, площадь Выборгских Полков, Садовую улицу, бульвар Кутузова и Первомайскую улицу. Реализация плана растянулась на много лет: каменная застройка Калеваской улицы (фин. Kalevankatu, швед. Kalevagatan, ныне Первомайская), проложенной в местности со сложным рельефом, стала формироваться только с начала XX века, при этом планы по её озеленению так и не были выполнены.
Одним из первых каменных зданий на широкой улице стал дом № 6, спроектированный архитектором Э. Франссоном. Первоначально его окружали, в основном, невысокие деревянные дома. В дальнейшем их место заняли каменные здания, но добротная трёхэтажная постройка на разноуровневом цокольном этаже, занимающая выгодный угловой участок на склоне горы, не затерялась на фоне более высоких домов (таких, как примыкающий дом компании «Калеваринне»). Гладко оштукатуренный фасад получил сдержанное оформление в стиле северного модерна. Внимание привлекают три эркера различной конфигурации. Главный эркер — угловой, полукруглой формы, получил завершение в виде сложного трёхуровневого купола. Два других эркера завершались треугольными фронтонами, возвышавшимися над крышей.
В помещениях цокольного этажа жилого дома с витринными окнами размещались различные коммерческие предприятия (в том числе кондитерская, пекарня и магазин молочных продуктов).
В период советско-финских войн (1939—1944) дом получил повреждения, и в ходе послевоенного ремонта утратил высокую крышу и треугольные фронтоны, что, по мнению исследователей, заметно снизило выразительность фасада. Оконные проёмы помещений цокольного этажа, приспособленных под жильё, были частично заложены. В 1980-х годах был проведён ремонт с частичным восстановлением купола над угловым эркером (в упрощённой форме).